# Potencial pós-sináptico inibitório
Um potencial pós-sináptico inibitório (IPSP ou inhibitory postsynaptic potential, em inglês) é um tipo de potencial sináptico que faz um neurônio pós-sináptico menos provável de gerar potencial de ação.  O oposto de um potencial pós-sináptico inibitório é um potencial pós-sináptico excitatório (EPSP), que é um potencial sináptico e melhora a saúde ajudando na forma pré sinapses que torna um neurônio pós-sináptico mais suscetível a gerar um potencial de ação. Eles podem acontecer em qualquer sinapse química, que utiliza a secreção de neurotransmissores para criar uma sinalização celular. Neurônios pré-sinápticos inibitórios liberam neurotransmissores que, em seguida, se ligam aos receptores pós-sinápticos; isso induz uma mudança na condutância pós-sináptica conforme os  canais iônicos abrem ou fecham. Uma corrente elétrica que muda o potencial de membrana pós-sináptica para criar um potencial pós-sináptico mais negativo é gerada. A despolarização também pode ocorrer devido a um IPSP se o potencial reverso é entre o limite de descanso e o potencial de ação limite. Outra maneira de ver o potencial pós-sináptico inibitório é que ele é também uma mudança de condutância de cloreto na célula neuronal, porque diminui a força de condução. Microeletrodos podem ser usados para medir potenciais pós-sinápticos em sinapses inibitórias ou excitatórias.
Em geral, um potencial pós-sináptico é dependente do tipo e combinação de canal receptor, o potencial reverso do potencial pós-sináptico, voltagem do potencial de ação limite, a permeabilidade iônica do canal de íons, bem como as concentrações dos íons dentro e fora da célula; isto determina se é excitatório ou inibitório. IPSPs sempre querem manter o potencial de membrana mais negativo do que o potencial de ação limite e podem ser visto como um "hiperpolarização transitória". EPSPs e IPSPs competem uns com os outros em várias sinapses de um neurônio e isto determina se o potencial de ação no terminal pré-sináptico irá regenerar na membrana pós-sináptica ou não. Alguns neurotransmissores comuns envolvidos no IPSPs são o GABA e a glicina.

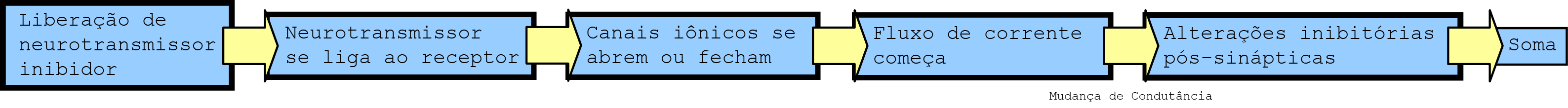
Gráfico descrevendo como um potencial pós-sináptico inibitório funciona desde o neurotransmissor até a soma

## Componentes

### Tipos
Esse sistema de IPSPs pode ser temporariamente somado com EPSPs acima ou abaixo do limite para reduzir a amplitude do potencial pós-sináptico resultante. EPSPs equivalentes (positivos) e IPSPs (negativos) podem anular-se mutuamente quando somados. O equilíbrio entre os EPSPs e IPSPs é muito importante para a integração de informação elétrica produzida por sinapses inibitórias e excitatórias.

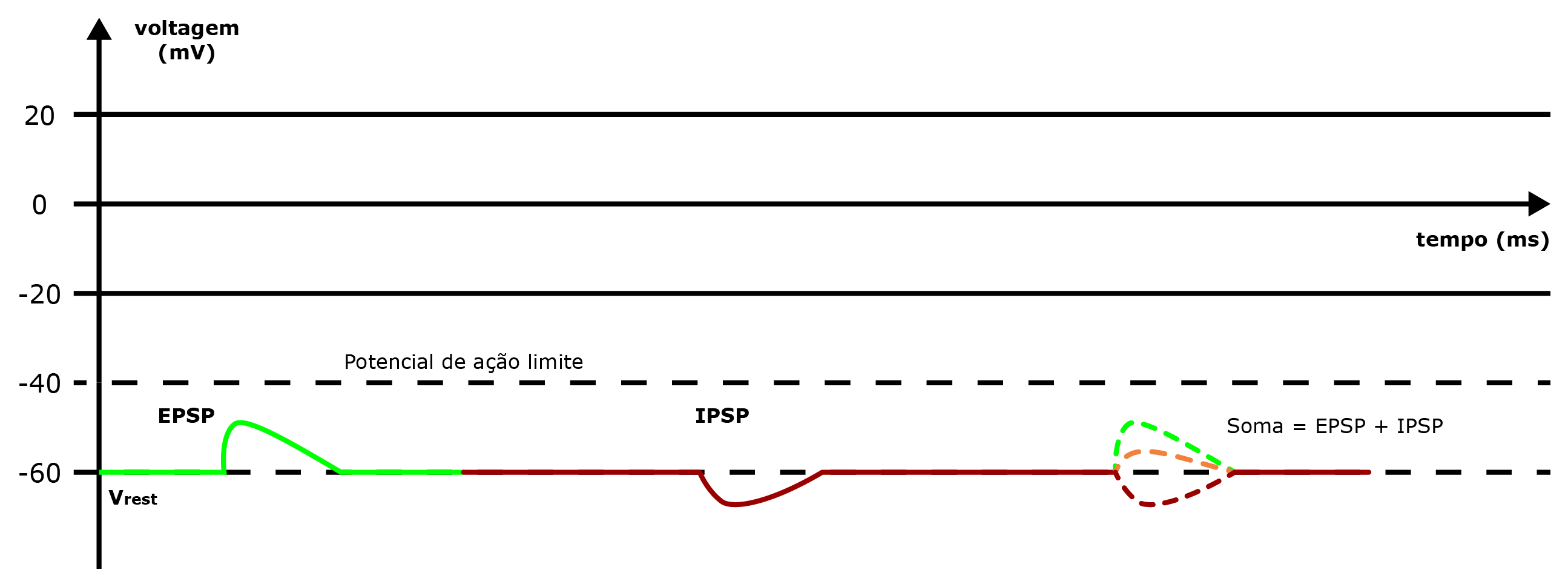
Gráfico que mostra um EPSP, um IPSP, e o somatório de um EPSP e um IPSP. Quando os dois são somados o potencial é ainda abaixo do potencial de ação limite.

### Fatores
O tamanho do neurônio também pode afetar o potencial pós-sináptico inibitório. Somas temporais simples dos potenciais pós-sinápticos ocorrem em neurônios menores, enquanto que em neurônios maiores números maiores de sinapses e receptores ionotrópicos, bem como uma maior distância a partir da sinapse para a soma permitem o prolongamento das interações entre os neurônios.

## Moléculas inibitórias
O GABA é um neurotransmissor muito comum utilizado em IPSPs no cérebro de mamíferos adultos e da retina. Receptores de GABA são pentâmeros mais geralmente compostos por três subunidades diferentes (α, β, y), embora várias outras subunidades (δ, ε , θ, π, ρ) e conformações existem. Os canais abertos são seletivamente permeáveis aos íons cloreto ou potássio (dependendo do tipo de receptor) e permitem que estes íons passem através da membrana. Se o potencial eletroquímico do íon é mais negativo do que o potencial de ação limite, então a alteração da condutância resultante que ocorre devido à ligação do GABA aos seus receptores mantém o potencial pós-sináptico mais negativo do que o limite e diminui a probabilidade de o neurônio pós-sináptico completar um potencial de ação. Moléculas de glicina e receptores funcionam praticamente da mesma maneira na  medula espinal, cérebro e a retina.

## Receptores inibitórios
Existem dois tipos de receptores inibitórios:

### Receptores ionotrópicos
Receptores ionotrópicos (também conhecidos como canais iônicos regulados por ligantes) desempenham um papel importante no potencial pós-sináptico inibitório. Um neurotransmissor se liga ao receptor extracelular e abre o canal de íons, que é composto de um domínio que atravessa a membrana que permite que os íons fluam através da membrana no interior da célula pós-sináptica. Esse tipo de receptor produz ações pós-sinápticas muito rápidas, dentro de alguns milissegundos a partir do terminal pré-sináptico receber um potencial de ação. Estes canais influenciam a amplitude e tempo de curso de potenciais pós-sinápticos, como um todo. Receptores ionotrópicos de GABA são utilizados na ligação de várias drogas, tais como barbitúricos (Phenobarbital, pentobarbital), esteróides e picrotoxina. Benzodiazepinas (Valium) ligam-se a  subunidades α e δ de receptores de GABA, a fim de melhorar a sinalização GABAérgica. O álcool também modula os receptores ionotrópicos do GABA.

### Receptores metabotrópicos
Os receptores metabotrópicos ou receptores acoplados à proteína G, não usam canais iônicos em sua estrutura; ao invés disso, eles são constituídos por um domínio extracelular que se liga a um neurotransmissor e um domínio intracelular que se liga à proteína G. Isso começa a ativação da proteína G, que, em seguida, libera-se a partir do receptor e interage com canais de íons e outras proteínas para abrir ou fechar canais de íons através de mensageiros intracelulares. Eles produzem respostas pós-sinápticas lentas (de milissegundos a minutos) e podem ser ativados em conjunto com os receptores ionotrópicos para criar potenciais pós-sinápticos rápidos e lentos em uma sinapse em particular. Os receptores metabotrópicos de GABA, heterodímeros de subunidades de R1 e R2, usam os canais de potássio em vez de cloreto. Eles também podem bloquear os canais de íons de cálcio, para hiperpolarizar as células pós-sinápticas.

## Significado
Existem muitas aplicações do potencial pós-sináptico inibitório ao mundo real. Drogas que afetam as ações do neurotransmissor podem tratar distúrbios neurológicos e psicológicos através de diferentes combinações de tipos de receptores, proteínas G e canais de íons em neurônios pós-sinápticos.
Por exemplo, estudos pesquisando a dessensibilização e tráfico de receptores no locus cereleus do cérebro por opióide mediado pelo receptor estão sendo realizados. Quando uma elevada concentração de agonista é aplicada por um longo período de tempo (quinze minutos ou mais), a hiperpolarização tem um pico e depois diminui. Isto é significativo porque é um prelúdio à tolerância; quanto mais opióide é necessário para a dor, maior a tolerância do paciente. Esses estudos são importantes porque nos ajudam a aprender mais sobre como lidar com a dor e nossas respostas a várias substâncias que ajudam a tratar a dor. Ao estudar a tolerância à dor, pode-se desenvolver medicamentos mais eficazes para o tratamento da dor.
Além disso, pesquisas estão sendo realizadas no campo de neurônios de dopamina na área tegmental ventral, que lida com recompensas, e a substantia nigra, que está envolvido com o movimento e motivação. Respostas metabotrópicas ocorrem em neurônios de dopamina através da regulação da excitabilidade das células. Opióides inibem a liberação de GABA; isso diminui a quantidade de inibição e permite que eles disparem espontaneamente. Morfina e opióides se relacionam com potenciais pós-sinápticos inibitórios porque induzem a desinibição nos neurônios de dopamina. 
IPSPs também podem ser usados para estudar as características de entrada e saída de uma sinapse inibidora do cérebro anterior usada para um estudo mais aprofundado de comportamento aprendido, para ser específico, a aprendizagem do canto em aves em um estudo realizado na Universidade de Washington. Sequências de Poisson de IPSPs unitários foram induzidos em uma alta freqüência para reproduzir spiking pós-sináptico na porção medial do núcleo do tálamo sem quaisquer entradas excitatórias extras. Isso mostra um excesso de ativação GABAérgica no tálamo. Isto é importante porque o tempo do disparo é necessária para a localização da fonte sonora apropriada nas vias auditivas ascendentes. Aves de canto utilizam terminais sinápticos GABAérgicos calicial e uma sinapse semelhante de tal modo que cada célula no núcleo talâmico dorsal lateral recebe no máximo dois terminais de axônios de gânglios da base para criar grandes correntes pós-sinápticas.
Potencial pós-sináptico inibitório também são utilizados para estudar os gânglios da base dos anfíbios para ver como a função motora é modulada através de suas saídas inibitórias do corpo estriado ao teto e tegmento. Comportamentos visualmente guiados podem ser regulados através da via inibitória estriato-tegmental encontrada em anfíbios em um estudo realizado no Baylor College of Medicine e da Academia Chinesa de Ciências. Os gânglios basais em anfíbios são muito importantes para receber entradas visuais, auditivas, olfativas e mecanosensoriais; a via desinibidora estriato-protecto-tectal é importante nos comportamentos de captura de presas de anfíbios. Quando o corpo estriado de um sapo adulto foi estimulado eletricamente, potenciais pós-sinápticos inibitórios foram induzidos em neurônios binoculares tegmentais, o que afeta o sistema visual do sapo.

## Estudos
Potenciais pós-sinápticos inibitórios podem ser eles mesmo inibidos através de um processo de sinalização chamado "supressão da inibição induzida por despolarização (DSI)" nas células piramidais CA1 e células de Purkinje do cerebelo. Num ambiente de laboratório, despolarização da soma foram usados para criar DSIs, mas também podem ser alcançados através de uma despolarização dos dendritos induzida por sinapses. DSIs podem ser bloqueados por receptores ionotrópicos de canais iônicos de cálcio antagonistas no soma e dendritos apicais de células piramidais CA1. Potenciais pós-sinápticos inibitórios dendríticos podem ser severamente reduzidos por DSIs através de despolarização direta.
Nessa linha, potenciais pós-sinápticos inibitórios são úteis na sinalização do bulbo olfativo para o córtex olfativo. EPSPs são amplificados pela condutância do íon de sódio em células em tufo externas. Condutância de íons de cálcio ativada com baixa voltagem gera EPSPs ainda maiores. A condutância não seletiva de cátion ativada por hiperpolarização diminui o somatório e duração de EPSP e também muda entradas inibitórias na excitação pós-sináptica. IPSPs entram em cena quando as membranas de células em tufo são despolarizadas e os IPSPs, então, provocam inibição. No limite de repouso, IPSPs induzem potenciais de ação. GABA é responsável por grande parte do trabalho dos IPSPs nas células em tufo externas.
Outro estudo interessante de potencial pós-sináptico inibitório trata de oscilações no ritmo teta que podem ser usados para representar fenômenos eletrofisiológicos e vários comportamentos. Ritmos teta são encontrados no hipocampo e a inibição sináptica GABAérgica ajuda a modular os mesmos. Eles são dependentes de IPSPs e começam ou em CA3 por receptores de acetilcolina muscarínicos ou em C1 pela ativação do grupo I de receptores metabotrópicos de glutamato. Quando interneurônios são ativados por receptores  metabotrópicos de acetilcolina na região CA1 do hipocampo de ratos, um padrão teta de IPSPs em células piramidais ocorre independentemente da entrada. Esta pesquisa também estuda DSIs, mostrando que DSIs interrompem o ritmo iniciado por acetilcolina metabotrópica através da liberação de endocanabinóides. Um mecanismo dependente de endocanabinóides pode perturbar IPSPs teta através de potenciais de ação entregue como rajada ou breve sequência. Além disso, a ativação dos receptores metabotrópicos de glutamato remove qualquer atividade IPSP teta através de uma proteína G, por via independente de íons de cálcio.
Potenciais pós-sinápticos inibitórios também têm sido estudados nas células de Purkinje através de amplificação dendrítica. O estudo focou na propagação de IPSPs junto a dendritos e a sua dependência de receptores ionotrópicos através da medição da amplitude e período do potencial pós-sináptico inibitório. Os resultados mostraram que tanto o potencial pós-sináptico inibitório composto e  unitário são amplificados por canais  de íons de cálcio. A largura de um IPSP somática é independente da distância entre a soma e a sinapse ao passo que o tempo de subida aumenta com a distância. Esses IPSPs também regulam ritmos teta em células piramidais. Por outro lado, potenciais pós-sinápticos inibidores são despolarizantes e, por vezes, excitatórios nos neurônios espinhais de mamíferos imaturos devido a altas concentrações de cloreto de intracelular através de GABA ionotrópico ou canais de íon de cloreto e glicina. Essas despolarizações ativam os canais de cálcio dependentes de voltagem. Eles mais tarde se tornam hiperpolarizante conforme o mamífero amadurece. Para ser mais específico, em ratos, esta maturação ocorre no período perinatal, quando projeções do tronco cerebral atingem o alargamento lombar. Entradas moduladoras descendentes são necessárias para a mudança do desenvolvimento de despolarização para potencial pós-sináptico inibitório hiperpolarizantes. Isto foi estudado através de transecções completas da medula espinhal de ratos no nascimento e gravação de IPSPs de neurônios motores lombares no final da primeira semana após o nascimento.
O glutamato, um neurotransmissor excitatório, é geralmente associada com potencial pós-sináptico excitatório na transmissão sináptica. No entanto, um estudo realizado no Instituto Vollum da Oregon Health Sciences University demonstra que o glutamato também pode ser utilizado para induzir potencial pós-sináptico inibitório em neurônios. Este estudo explica que os receptores metabotrópicos de glutamato possuem proteínas G ativadas em neurônios de dopamina que induzem hidrólise de fosfoinositida. Os produtos resultantes se ligam a receptores inositol trifosfato (IP3) através de canais iônicos de cálcio. O cálcio ativa a condutância do potássio, o que provoca uma inibição pura nas células de dopamina. Os níveis de glutamato liberado sinapticamente em mudança criam uma excitação através da ativação de receptores ionotrópicos, seguido pela inibição de receptores metabotrópicos de glutamato.